# Anna de l'Ànglia Oriental
En aquest cas, Anna es un prenom germànic masculí
Anna (o Onna; mort el 653 o 654) fou rei de l'Ànglia de l'Est des de principis de la dècada del 640 fins a la seva mort en combat. Era membre de la família dels Wuffingas, dinastia que governava aquest regne anglosaxó. Anna era un dels tres fills d'Eni, que va pujar al tron després que Ecgric fos mort en batalla per Penda de Mèrcia. Anna era un cristià devot; el seu fill Jurmin i totes les seves filles – Sexburga, Eteldreda, Etelburga i Witburga – van ser canonitzats.

## Regnat

Principals regnes anglosaxons

El regne de l'Ànglia de l'Est en temps d'Anna.

### Exili

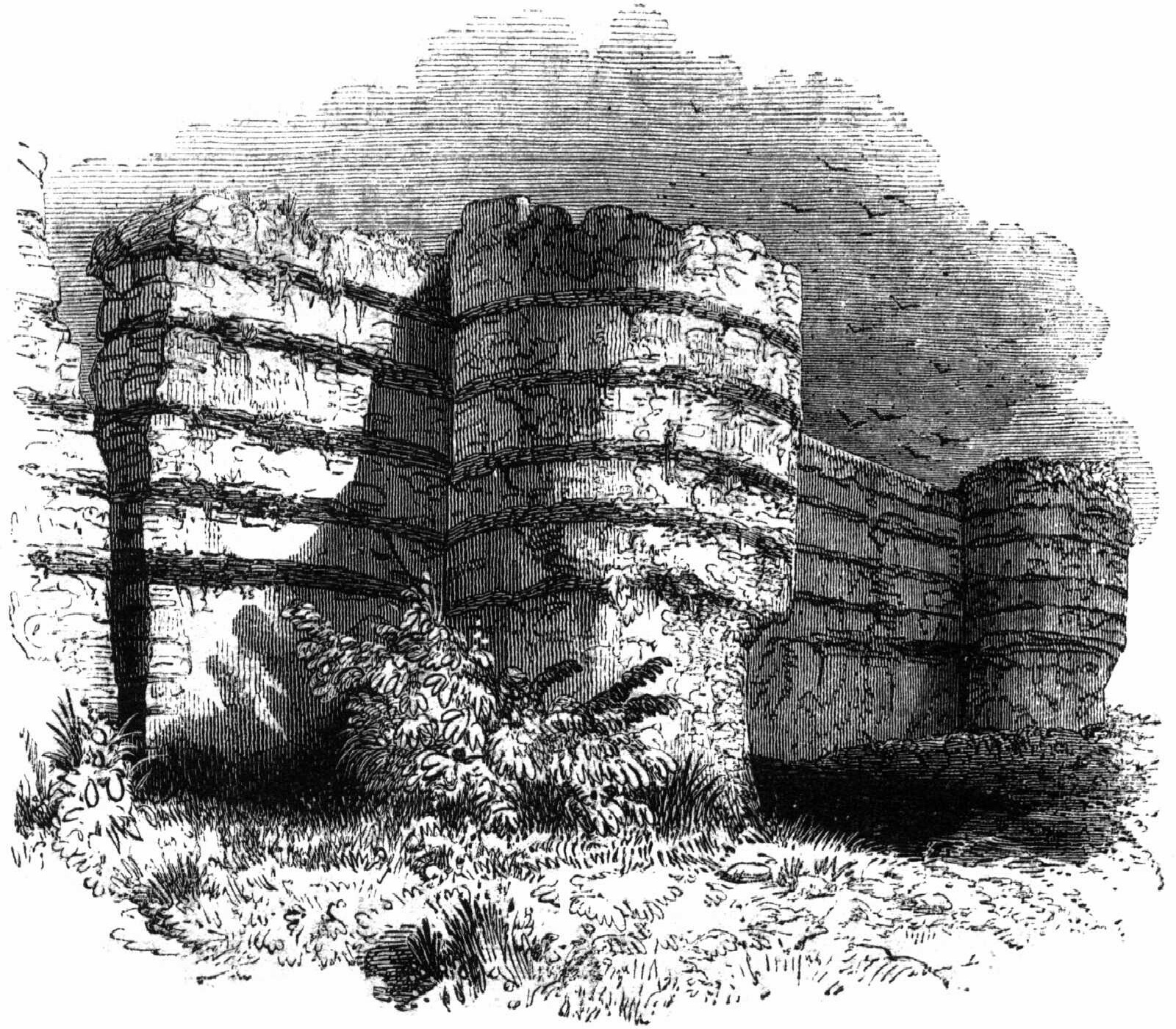
Runes de Burgh Castle

## Mort i successió

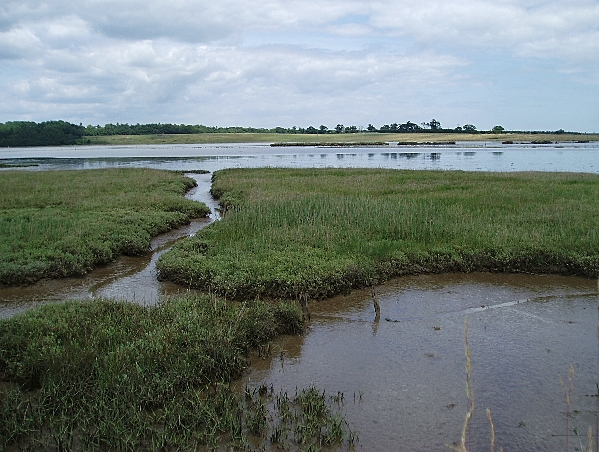
Blythburgh, on Anna va trobar la mort.